# Kibara elmeri
Kibara elmeri är en tvåhjärtbladig växtart som beskrevs av Janet Russell Perkins. Kibara elmeri ingår i släktet Kibara och familjen Monimiaceae. Inga underarter finns listade i Catalogue of Life.